# Новинский, Вадим Владиславович
Вади́м Владисла́вович Нови́нский (род. 3 июня 1963, Старая Русса, Новгородская область) — украинский (в прошлом российский) предприниматель, общественный деятель, меценат. Входил в число богатейших людей Украины. Был народным депутатом Верховной рады VII и VIII созыва от партии «Оппозиционный блок» (до 2022 года), представителем Украины в ПАСЕ. Покинул Украину в феврале 2022 года; в ноябре 2024 года приобрёл усадьбу в Самоборе, близ Загреба (Хорватия).
Как украинский предприниматель был младшим партнёром Рината Ахметова.
Основной владелец «Смарт-групп», владелец блокирующего пакета металлургического холдинга «Метинвест» и многих других активов.
С 2010 по 2014 год был почётным президентом ФК «Севастополь».
С апреля 2020 года диакон Украинской православной церкви.

## Биография, предпринимательская и политическая деятельность
Родился 3 июня 1963 года в Старой Руссе Новгородской области РСФСР в армянской семье. Отец — Рудольф Ервандович Малхасян; брат — Ашот Малхасян.
Окончил Академию гражданской авиации (1985) в Ленинграде по специальности «Эксплуатация воздушного транспорта».
С 1985 по 1996 год работал в Петрозаводском авиаотряде, на кафедре в Академии гражданской авиации.
В 1991—1996 годах работает сотрудником АНО «ЦНИОКИ „Центр перспективных исследований“».
В 1996—1998 годах создал с партнёрами «Лукойл — Северо-Запад» (позднее — Торговый дом «Север-Запад-Ойл»), представлял компанию на Украине, где занимался поставками горюче-смазочных материалов на «Криворожсталь» и «Запорожсталь».
В конце 1990-х годов вложил деньги, заработанные на продаже нефтепродуктов в Санкт-Петербурге, в покупку крупных железорудных предприятий на Украине — Ингулецкого и Южного ГОКов.
В 1998 году участвовал в приватизации Ингулецкого ГОКа.
В начале 1999 года созданная им с партнёрами компания «Нева холдинг» на приватизационном конкурсе покупает 77 % акций болгарского металлургического комбината «Промет». В 2001 года хозяева «Промет» обвинили Меркушева в том, что он продавал продукцию завода по заниженным ценам подконтрольным ему компаниям. Однако, после судебных разбирательств Новинскому удалось сохранить контроль над заводом. В 1999 году компании Новинского учреждают в Днепропетровске компанию «Смарт-групп»
В 2000 году вместе с партнёрами в результате дополнительной эмиссии получают более 75 % акций «Ярегской нефтетитановой компании». Через год бумаги компании оказываются у структур «Лукойла». Взамен Новинский получает возможность участвовать в разработке месторождения через компанию «ЯрегаРуда».
В начале 2000-х годов под его управление переходит ООО «Металл-групп», оператор Яковлевского месторождения в Белгородской области, которым ранее владел общественный фонд Виктора Черномырдина «Поддержка и развитие среднего класса».
В 2004—2007 годах председатель наблюдательного совета ИнГОКа. Входил в состав консорциума инвесторов, выкупивших 90 % акций «Молдавского металлургического завода» у группы компаний «Итера». Летом того же года 30 % акций предприятия были проданы Алишеру Усманову. Во второй половине 2004 года «Смарт-групп» получила право провести санацию расположенного в Донецкой области «Макеевского металлургического комбината».
Положил начало формированию судостроительного субхолдинга «Smart Maritime Group (SMG)», приобретя 83,6 % акций «Херсонского судостроительного завода».
В начале 2005 года стало известно о приобретении им у структур Игоря Коломойского 93,1 % акций «Криворожского железорудного комбината». В октябре 2005 года правительство Украины второй раз за два года продавало крупнейший в стране металлургический комбинат «Криворожсталь». Основатель металлургической компании «Смарт групп» Вадим Новинский лично участвовал в аукционе по продаже 93,0 % акций «Криворожстали», но победила индийская Mittal Steel, владелец которой — Лакшми Миттал — согласился выложить за комбинат $4,8 млрд.
В 2006 году в Киеве создал и возглавил «Смарт-Холдинг».
В декабре 2006 года его структуры выиграли тендер по приватизации металлургического завода Zeljezara Split, спустя несколько месяцев отказался от предприятия, не сумев выполнить инвестиционные обязательства.
В декабре 2007 года обменял свои металлургические активы (ГОКи и два небольших предприятия) на 25 % холдинга «Метинвест» Рината Ахметова.
После запустил новые проекты — судостроительный холдинг, объединяющий три крупнейших завода Украины, и агропромышленную компанию, ядром которой является производитель овощных консервов «Верес».
В декабре 2008 года претендовал на приобретение крупнейшего болгарского сталелитейного завода «Кремиковци».
С 2010 года почётный президент ФК «Севастополь», а его «Смарт-Холдинг» была спонсором клуба.
В 2012 году у немецкой группы Commerzbank приобрёл Банк «Форум».
29 мая 2012 года Указом Президента Украины В. Ф. Януковича принят в гражданство Украины — как лицо, имеющее выдающиеся заслуги перед Украиной. Основанием для предоставления гражданства Украины была просьба министра экономики (в правительстве Азарова) Петра Порошенко.
23 апреля 2013 года подтвердил своё намерение баллотироваться в Верховную Раду на довыборах в округе № 224 (г. Севастополь). По его словам, если он станет депутатом, то готов примкнуть к Партии регионов.
16 мая 2013 года Центризбирком зарегистрировал президента «Смарт-холдинга» Вадима Новинского кандидатом в депутаты Верховной Рады на выборах в мажоритарном округе № 224 (г. Севастополь), которые пройдут 7 июля. После этого Новинский сразу же начал активную избирательную кампанию.
7 июля 2013 года на выборах в мажоритарном округе № 224 (г. Севастополь) Вадим Новинский набрал 53,41 % голосов избирателей и одержал победу. В Верховной Раде VII созыва вошёл во фракцию Партии Регионов.
На парламентских выборах 2014 года избран народным депутатом Украины VIII созыва от «Оппозиционного блока» (№ 11 в партийном списке).
Согласно сообщениям в СМИ Украины, в течение 2018 года активно противодействовал процессу предоставления автокефалии церкви на Украине
6 июля 2022 года сложил полномочия депутата, а за время работы депутатом он не выполнил ни одного обещания и входил в топ прогульщиков.
В мае 2025 года дал интервью американскому журналисту Такеру Карлсону.

## Церковная деятельность
Со времени своего переезда на Украину был близок руководству Украинской православной церкви, активно выступал против предоставления автокефалии украинской церкви.
В апреле 2020 года стало известно, что митрополит Онуфрий (Березовский) рукоположил Новинского в сан диакона. Официально об этом не сообщалось; неофициально датой хиротонии называлось 7 апреля. В качестве диакона Новинский впервые публично служил в Киево-Печерской лавре 7 июня 2020 года на праздник Пятидесятницы.

## Уголовное преследование
8 декабря 2016 года по представлению ГПУ был лишён депутатской неприкосновенности. Проект постановления о привлечении к уголовной ответственности на момент голосования не был опубликован на официальном сайте Верховной Рады Украины. Это обстоятельство, и то что спикер Верховной Рады Андрей Парубий не назвал перед голосованием регистрационный номер проекта постановления, отметила в прямом эфире телеканала 112 Украина телеведущая Анна Степанец. В течение дня проект постановления появился в списке зарегистрированных. Однако текст недоступен.

## Санкции
25 декабря 2018 года был включён в список лиц, в отношении которых Россия ввела санкции. Тем не менее, в июле 2019 года посетил в составе делегации Украинской православной церкви (Московский патриархат) Троице-Сергиеву лавру в Сергиевом Посаде Московской области, имел встречу с главой РПЦ патриархом Кириллом. 20 апреля 2020 года исключён из санкционного списка.
25 января 2023 года был внесён в санкционный список Украины с пояснением (основания для наложения санкций), что он «поддерживает действия и политику РФ, подрывающие и угрожающие территориальной целостности, суверенитету и независимости Украины, а также её стабильности и безопасности».

## Семья
Жена — Новинская Мария Леонидовна. Четверо детей.

## Состояние
Входит в рейтинг журнала Forbes с 2008 года, за исключением 2009 года. Занимает места с 73 (2010) по 82 (2008) с состоянием с 950 млн долларов США (2010) по 1 400 млн долларов США (2008). В 2010 году занимал 73 место с состоянием 950 млн долларов США.
Обладая личным состоянием $2,7 млрд, в 2011 году занял 37 место в списке 200 богатейших бизнесменов России (по версии журнала Forbes)
Новинский за год рекордно увеличил своё состояние — до $4,4 млрд — 2 место в рейтинге 200 самых богатых людей Украины 2012. В рейтинге 100 богатейших украинцев по версии журнала «Корреспондент» (ноябрь 2012), составленному совместно с инвестиционной компанией Dragon Capital, Новинский занял третье место с $3,3 млрд.
Занимал пятое место в рейтинге самых богатых людей Украины (2013) с состоянием $3,273 млрд.
Согласно рейтингу украинской версии журнала «Forbes» за 2015 год, Вадим Новинский покинул первую десятку богатейших людей Украины. За 2015 год им было задекларировано 107 млн гривен дохода (заработная плата — 73 235 гривен, доход от реализации имущественных прав интеллектуальной собственности — 1 616 867 гривен, дивиденды и проценты — 47 980 гривен, страховые выплаты — 244 гривны, 5 млн долл. (105 737 220 гривен) — получены из источников на Кипре). В его собственности находятся 2 земельных участка площадью 2 257 и 50 400 м², 3 квартиры площадью 667, 586 и 136 м², гараж площадью 51 м². На счету в банке у Новинского 6 675 гривен, номинальная стоимость ценных бумаг — 6,7 млн гривен (за границей). В 2015 году Новинский приобрел 3 автомобиля: Mercedes-Benz S600 2011 года выпуска за 518 026 гривен, Mercedes-Benz GL 550 2009 года за 732 531, Mercedes-Benz SL 500 2007 года за 357 824 гривны, также задекларированы автомобили Merсedes-Benz S 500 4 Мatic 2011 года выпуска. Семья депутата владеет автомобилем Mercedes-Benz CL 500 4 Matic 2011 года выпуска, у неё получено 3,4 млн грн доходов: 1 909 906 грн — на Украине, 1 485 717 грн — в России. Также у семьи есть земучасток площадью 57 879 м², 3 квартиры (57, 171 и 184 м²), а также 453 м² другого недвижимого имущества.
В 2021 году занял 3-е место в рейтинге «ТОП-100 самых богатых украинцев» по версии журнала «НВ», его состояние возросло до $2,4 млрд (прирост 50% по сравнению с 2020 годом).
При оценке состояния Новинского в феврале 2022 года на уровне $3,5 млрд, за 2022 год он потерял $2,1 млрд (в апреле 2023 Forbes оценил состояние на уровне $1,4 млрд.

## Благотворительность
С начала российского вторжения в Украину Фонд Вадима Новинского перестроил свою работу таким образом, чтобы все ресурсы уделять гуманитарной помощи и медикам в спасении жизни и здоровья пострадавших от войны, ВСУ, а также помощи пострадавшим от войны мирным жителям. За период войны с февраля по октябрь 2022 года Фондом было предоставлено пособия на сумму более 900 млн грн. В частности, Фондом реализуется гуманитарный проект по завозу автомобилей скорой помощи — было завезено более 101 автомобиля.
Продуктовая помощь в виде 40 тысяч продуктовых наборов была направлена в разные регионы Украины. Для больниц Запорожья было приобретено медицинское оборудование на сумму 15 млн грн.
Фонд Новинского поддерживает уголок для детей-сирот при Вознесенском Банченском мужском монастыре, где живут и воспитываются более 400 детей-сирот. С начала 2017 года являюсь партнёром всеукраинского благотворительного проекта «Помоги сердцу биться», реализуемого на базе ГУ Институт Сердца Минздрава Украины. Также фонд поддерживает программу реабилитации детей и молодых людей с диагнозом ДЦП и органическими поражениями нервной системы, реализуемой на базе Международной реабилитационной клиники Козявкина.

## Собственность
Вадиму Новинскому принадлежат доли в следующих компаниях и предприятиях:
- Смарт-групп (основной владелец).
  - «Торгово-финансовая фирма „Сантис“».
  - Сагро.
- Смарт-Холдинг (основной владелец).
  - Субхолдинг «Smart Maritime Group»
    - Херсонский судостроительный завод
    - Черноморский судостроительный завод (мажоритарный владелец[59])
      - Николаевский машиностроительный завод (входит в состав ЧСЗ)

    - Терминальный комплекс Очаков
- Метинвест (блокирующий пакет).
- Яковлевское месторождение железных руд.
- Верес
- Банк Юнекс[4].
- Субхолдинг «Смарт-Нерудпром».
- Строительная компания «Криворожаглострой».
- Девелоперская компания «Юджин» (Киев).
- Банк Форум (в марте 2014 года НБУ ввёл времённую администрацию, а позже ликвидировал финансовое учреждение[60]).
- Сеть продуктовых магазинов «Амстор»[61])
- YernamioConsulting[60].